# Zouvalka
Zouvalka je osada, část obce Prusy-Boškůvky v okrese Vyškov. Leží při silnici II/431 ve směru z Vyškova do Bohdalic-Pavlovic, asi 3 km od západně od Moravských Prusů. Okolí Zouvalky tvoří četná zemědělská pole a remízky, severozápadně od osady se nachází stejnojmenná přírodní rezervace.

## Historie
První zmínka o osadě je z roku 1353. V 15. století patřily tehdejší Tlustomasty Mejnušům z Prus. Roku 1516 byla ves pustá. Její polohu udává katastrální mapa obce Moravské Prusy z roku 1826, která uvádí západně od Moravských Prus nově založenou kolonii Tlustomazek, jinak Zouvalka. Dřívější název vesnice proto byl též Tlustomasty či Tlustomázek.
Do roku 1960 náležela k obci Moravské Prusy a poté k Vyškovu, ale i pak ležela v katastrálním území Moravské Prusy, které se tak v letech 1960–2016 dělilo mezi dvě obce: Prusy-Boškůvky a Vyškov (okolí Zouvalky patřilo k obci Prusy-Boškůvky, pouze na jihozápadě měla krátkou hranici s katastrálním územím Terešov obce Hlubočany). Osada Zouvalka od 1. ledna 2017 přestala být místní částí města Vyškova a po letech se stala místní částí obce Prusy-Boškůvky.

## Obyvatelstvo
| Místní část Zouvalka | Místní část Zouvalka | 1850 | 1869 | 1880 | 1890 | 1900 | 1910 | 1921 | 1930 | 1950 | 1961 | 1970 | 1980 | 1991 | 2001 | 2011 |
| -------------------- | -------------------- | ---- | ---- | ---- | ---- | ---- | ---- | ---- | ---- | ---- | ---- | ---- | ---- | ---- | ---- | ---- |
| Počet obyvatel       | celá obec            | –    | –    | –    | –    | –    | –    | –    | –    | –    | 27   | 29   | 20   | 13   | 16   | 8    |
| Počet domů           | celá obec            | –    | –    | –    | –    | –    | –    | –    | –    | –    | –    | 9    | 8    | 7    | 8    | 9    |

## Galerie

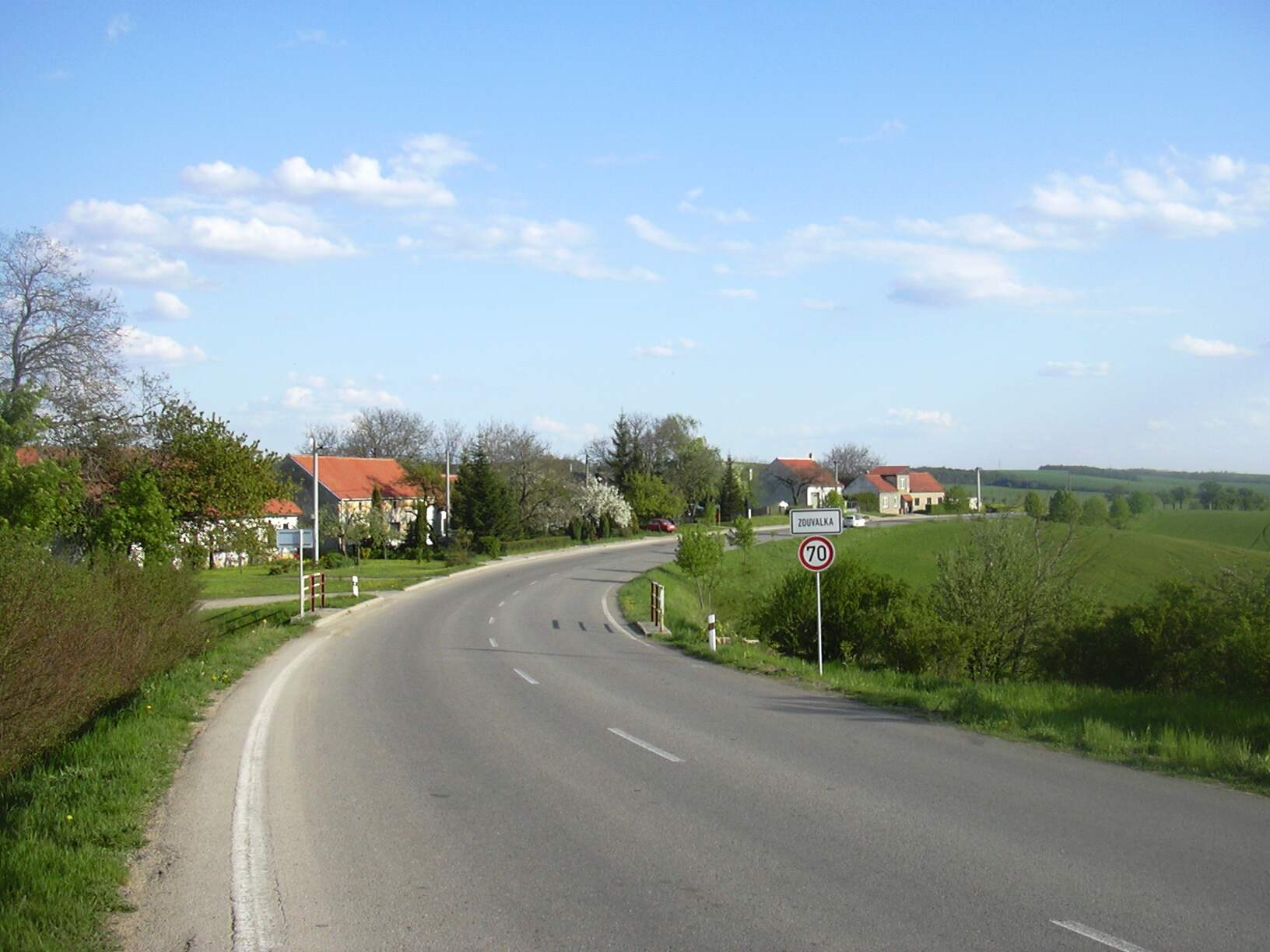
Celkový pohled na osadu
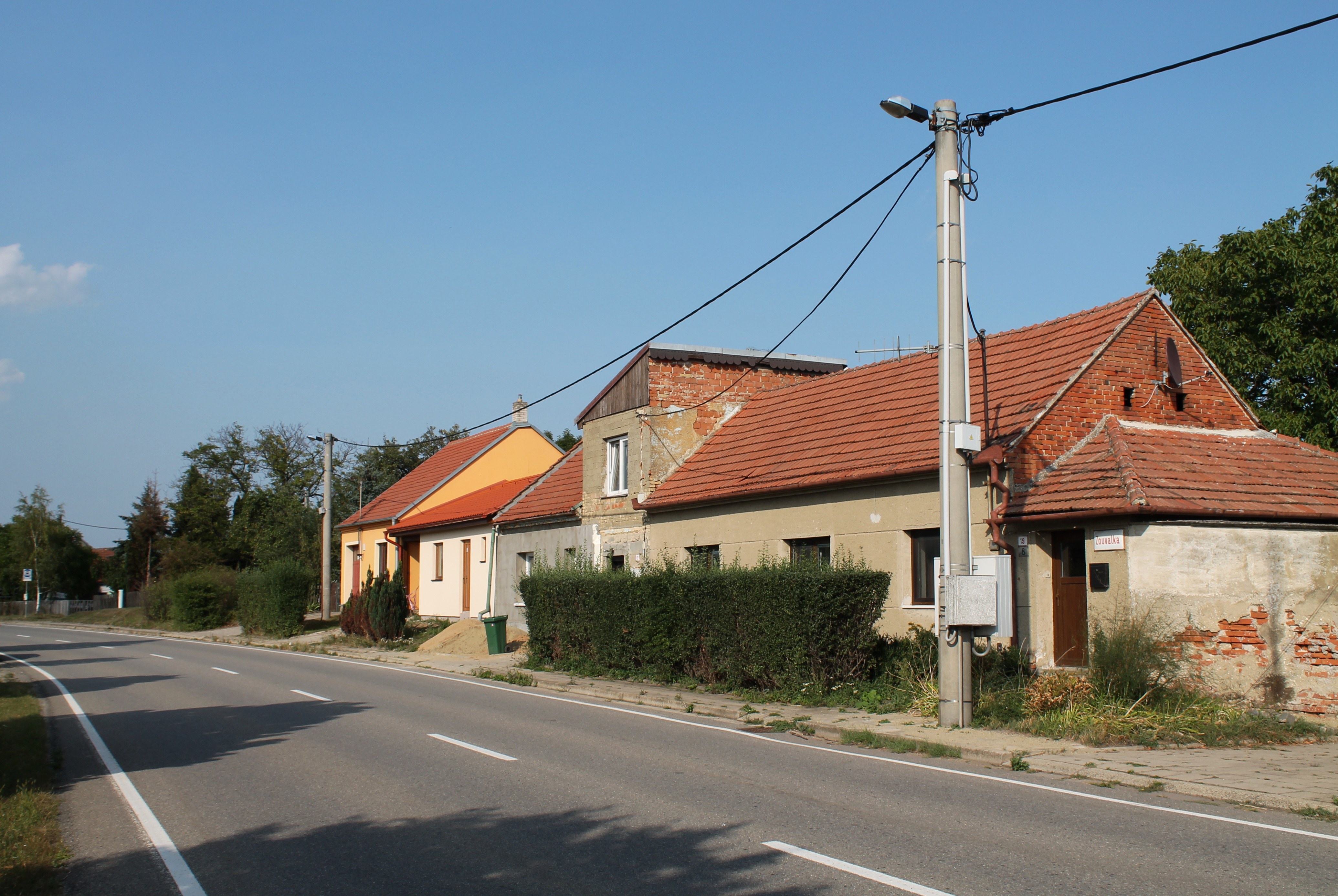
Zástavba v jižní části Zouvalky
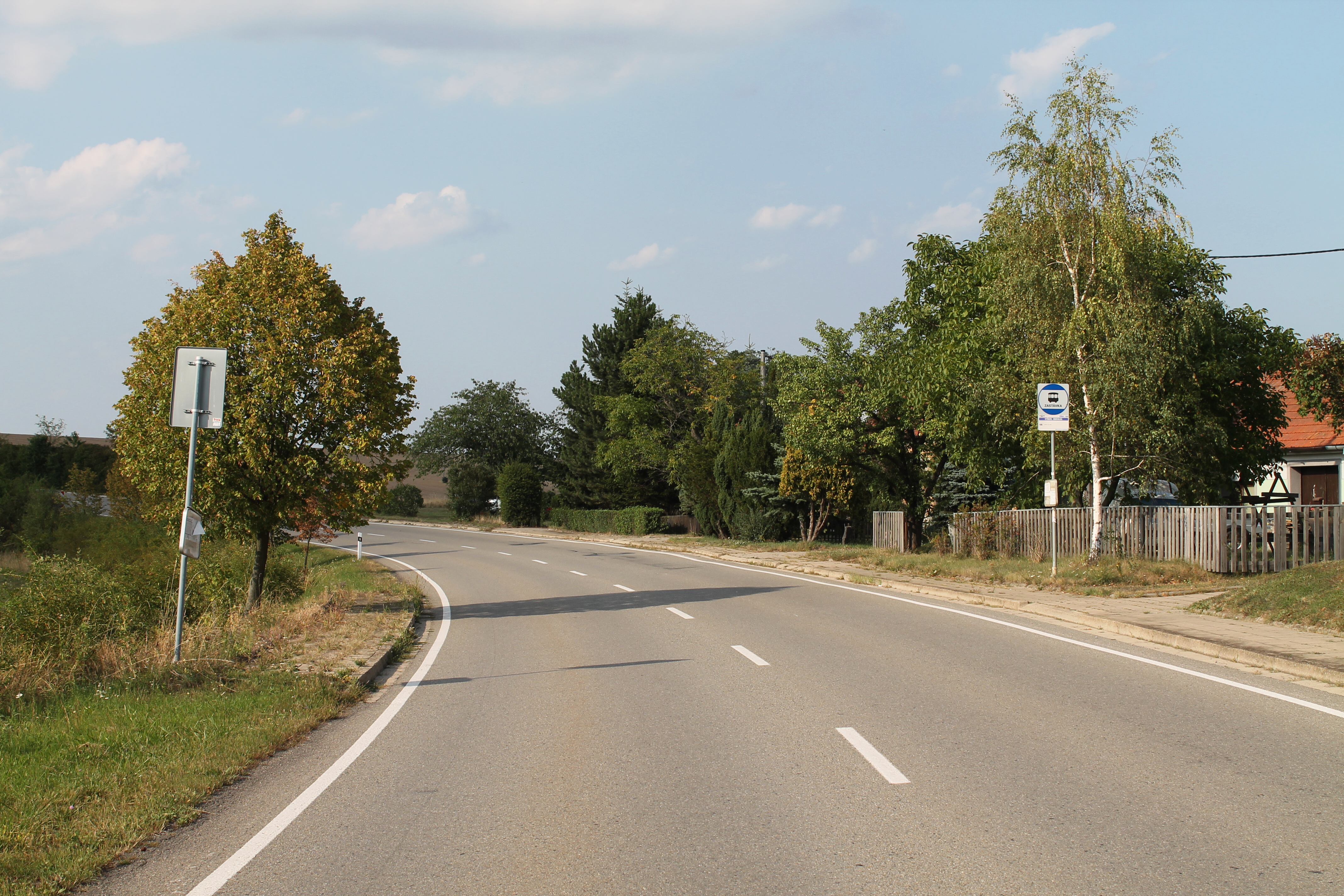
Autobusová zastávka
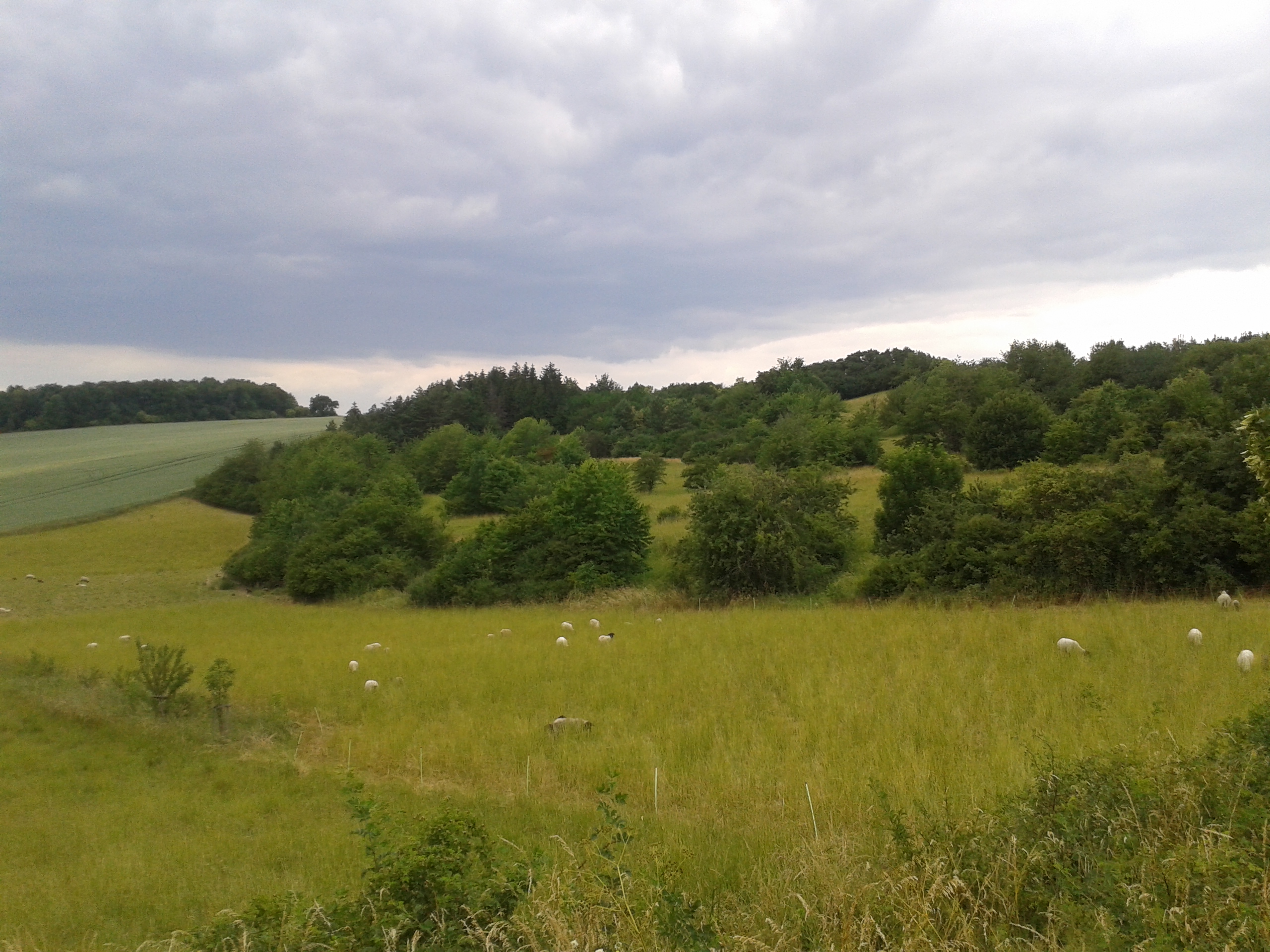
Přírodní rezervace Zouvalka